# ドゥームズデイ・クロック (DCコミックス)
『ドゥームズデイ・クロック』（Doomsday Clock）は、ジェフ・ジョーンズ脚本、ゲーリー・フランク作画、ブラッド・アンダーソン着色によるDCコミックスのスーパーヒーローコミックのリミテッドシリーズである。シリーズはニュー52及びDCリバースで構築されたストーリーの完結編であり、また同時にアラン・ムーア、デイブ・ギボンズ、ジョン・ヒギンズによるグラフィックノベル『ウォッチメン』の直接的な続編である。
DCの共同発行人のダン・ディディオは『ドゥームズデイ・クロック』が『ウォッチメン』の続編であることを明かしていたが、ジョーンズは当初はそれを否定し、独立した物語であるとみなしていた。
シリーズの刊行は2017年11月22日に始まり、2019年12月18日に終わった。

## 出版史
『ドゥームズデイ・クロック』はDCリバース・イニシアチブの一環であり、2016年のワンショット『DCユニバース: リバース・スペシャル』、2017年のクロスオーバー「ザ・ボタン」及びその関連ストーリーからの流れを汲んでいる。またアラン・ムーア、デイブ・ギボンズ、ジョン・ヒギンズによる1986-1987年のミニシリーズ『ウォッチメン』の一部のキャラクターたちが今回新たに登場するキャラクターたちと共にDCユニバースを訪れる。DCの共同発行人であるダン・ディディオはオリジナル・ミニシリーズの続編であると述べたが、一方でジェフ・ジョーンズは当初は独立した物語とみなし、「それは別物であり、『ウォッチメン』がDCユニバースと衝突する」と述べた。
2017年5月14日、『ウォッチメン』で描かれた時計の12時の位置にスーパーマンのロゴをかぶせたティーザー画像と共に『ドゥームズデイ・クロック』が告知された。
多くのキャラクターが登場するストーリーであるが、特に焦点が当てられるのはスーパーマンとドクター・マンハッタンである。ジョーンズはドクター・マンハッタンとのDCリバースで語られる興味深い物語があると感じ、人間を体現して慈しむエイリアンであるスーパーマンと、人間から切り離された人間であるドクター・マンハッタンとの間には興味深い二項対立があると考えた。このアイデアでは『ウォッチメン』ユニバースとDCユニバースを交差させるか否かについて、クリエイティブチーム間で6ヶ月に以上にわたって議論された。彼は『ドゥームズデイ・クロック』は自分のキャリアの中で取り組んだ「最も個人的で、最も壮大で、極めて刺激的なプロジェクト」であると説明した。
ジョーンズはまた『ドゥームズデイ・クロック』はタイインが存在しない独立した物語であると説明し、その上で「DCユニバース全体に影響を与える。これまでの全てに影響を与える。これはDCのテーマと文字通りの本質に影響を与える」と述べた。したがって最終号が発売される頃には「ユニバースの他の部分が追いつき、そしてイベントの影響が知られることになるだろう」と語った。

### 刊行スケジュール
『ドゥームズデイ・クロック』の創刊号は2017年11月22日に発売され、全12号と予定された。シリーズは当初月刊で、2018年3月と8月の休刊を挟んで2018年12月の完結が予定されていた。しかしながら2018年1月、シリーズは同年2月と4月は休刊し、5月以降は隔月刊に切り替わって2019年7月完結予定となったことが発表された。第8号は2018年11月28日から12月5日に延期された。第9号は2019年1月23日から3月6日に延期された。第10号は2019年3月27日から5月29日に延期された。第11号は、2019年5月22日から9月4日に延期された。最終第12号は2019年12月18日に発売された。
2巻に分割されたコレクテッド・エディションが2019年10月と2020年5月に発売された。

## 設定

### プロット
『ドゥームズデイ・クロック』はDCリバースで構築されたストーリーの結末であり、ニュー52の流れで始まったストーリーラインの公式な締めくくりとなる。コミックはマルチバース（多元宇宙）の概念を扱い『ウォッチメン』ユニバースはDCユニバースとは異なる存在で、互いのユニバースのキャラクターは相手を架空の存在として扱っている。
ストーリーは『ウォッチメン』ユニバースのニューヨークの大虐殺事件から7年後、ロールシャッハが遺した日誌によりオジマンディアスの暗躍が暴露された状態から始まる。今や逃亡者となったオジマンディアスは再び世界を救うために協力者を集めてドクター・マンハッタンの捜索を始める。
一方でDCユニバースではアメリカ合衆国連邦政府が独自にメタヒューマンを生み出しているという陰謀説「超人理論」がささやかれて波紋を呼び、反発した各国政府がメタヒューマンを集めてスーパーヒーローを創設するという軍備拡張競争が巻き起こっている。
双方のユニバースのキャラクターが出会い、多くのキャラクターがそれぞれの理由でマンハッタンを探し、知れざる謎や啓示を発見する。

### キャラクター
『ドゥームズデイ・クロック』では既存の『ウォッチメン』及びDCユニバースのキャラクターに加え、マルコム・ロングの息子であり2代目のロールシャッハとなったレジー・ロング、失った息子を捜す犯罪者カップルのマイムとマリオネット、ブバスティスのクローンである2代目ブバスティスといった新キャラクターが登場する。
既存キャラクターではコメディアン、ドクター・マンハッタン、モスマン、オジマンディアス、アルフレッド・ペニーワース、バットマン、ブラックアダム、ファイヤーストーム、ジョニー・サンダー、ジョーカー、レックス・ルーサー、ロイス・レイン、ポジャル、サターンガール、スーパーマン、ワンダーウーマンに焦点が当てられる。

## イシュー
| イシュー | タイトル                                      | 脚本               | 作画               | 彩色                   | 出版日         | 批評点 | 批評数 | 参照   |
| --- | --------------------------------------------- | ------------------ | ------------------ | ---------------------- | -------------- | ------ | ------ | ------ |
| #1 | 滅びた場所 "That Annihilated Place"           | ジェフ・ジョーンズ | ゲーリー・フランク | ブラッド・アンダーソン | 2017年11月22日 | 8.6/10 | 56     | [ 13 ] |
| ニューヨーク市での虐殺から7年後の1992年11月22日、ウォルター・コバックスの日誌の内容が公表されたことによりエイドリアン・ヴェイトの世界平和計画は破綻した。その結果、ヴェイトは追われる身となり、アメリカ合衆国とロシアは再び開戦の瀬戸際に立った。核戦争開始を目前に控える中、新たなロールシャッハが刑務所に侵入し、マルコス・マエス（マイム）とエリカ・マンソン（マリオネット）のカップルを脱獄させ、末期癌に陥っている仲間のヴェイトのもとへ連れて行く。ヴェイトは2人に息子の居場所と2億ドルを提供する代わりにかつての仲間のドクター・マンハッタンの捜索の協力を依頼する。一方で別の世界ではクラーク・ケントが里親が自動車事故で亡くなった夜の悪夢を見る。クラークは妻のロイスに起こされ、悪夢を見たのは初めてであると言う。 7年前、『ニュー・フロンティアズマン』誌はニューヨークの虐殺におけるヴェイトの関与の事実を報じたが、当時それは無視された。それから数年後、ロバート・レッドフォードがアメリカ合衆国大統領に就任すると事件の公表を命じた。 巨大な破片に遭遇した彼は考える。この滅びた場所にはどれほど強力で、しかし記録には残っていない種族が住んでいたのだろうかと。—『オジマンディアス』（ホレス・スミス） |                                               |                    |                    |                        |                |        |        |        |
| |                                               |                    |                    |                        |                |        |        |        |
| #2 | 知りもしない土地 "Places We Have Never Known" | ジェフ・ジョーンズ | ゲーリー・フランク | ブラッド・アンダーソン | 2017年12月27日 | 8.6/10 | 40     | [ 14 ] |
| マリオネット、マイム、ロールシャッハ。ヴェイトはオウルシップに乗り込む。米露の核戦争が始まってミサイルが着弾する直前、ヴェイトはドクター・マンハッタンの電子を追跡してオウルシップをその場所に転送させる装置を作動させる。オウルシップは廃墟に墜落し、マリオネットとマイムを船内に閉じ込めた後にヴェイトとロールシャッハはゴッサム・シティを探索して違う地球にたどり着いたと認識する。ゴッサムの図書館で調査を行った後、ヴェイトはこちらの地球が「超人理論」（スーパーメン・セオリー）という政治危機に陥っており、それがアメリカ合衆国とロシアおよびマルコビアを対立させていることを知る。この理論はヘルガ・ジェイス、レディ・クレイフェイス、マンバット、メタモルフォにより提唱された。またバットマンは世間の非難を浴び、ウェイン社はレックスコープからの買収の脅威にさらされている。マンハッタンを探すためにロールシャッハはバットケイブでバットマン、ヴェイトはレックス・ルーサーと対峙する。ヴェイトとルーサーは復活したとみられるエドワード・ブレイク（コメディアン）の襲撃を受け、一方でマイムとマリオネットはオウルシップから逃げ出す。 様々なメディアで「超人理論」が取り上げられ、アメリカ政府がその支配圏を拡大するためにメタヒューマンを作り上げているとして非難されている。 わたしたちは既知にノスタルジーを感じる気持ちと、未知や異質を求める衝動に引き裂かれている。知りもしない土地に、強い郷愁を抱く場合がしばしばある。—カーソン・マッカラーズ |                                               |                    |                    |                        |                |        |        |        |
| |                                               |                    |                    |                        |                |        |        |        |
| #3 | 勝利も敗北も知らず "Not Victory nor Defeat"   | ジェフ・ジョーンズ | ゲーリー・フランク | ブラッド・アンダーソン | 2018年1月24日  | 8.5/10 | 35     | [ 15 ] |
| かつてヴェイトに襲われて高層階から落下したコメディアンはドクター・マンハッタンによって救われ、メトロポリスに転送されていたことが回想される。現在、ヴェイトはコメディアンともみ合った末に脱出する際に重傷を負ってしまう。一方でロールシャッハはバットマンにコバックスの日誌を見せることでマンハッタン捜索の協力を依頼する。バットマンは日誌を読む間、ロールシャッハに屋敷で休むように言う。とある老人ホームでは年配のジョニー・サンダーが雷雨の中、家族から夕食に連れられるのを待って窓の外を見つめるが、彼らは現れない。マリオネットとマイムはゴッサムを探索するとジョーカーの縄張りのバーにたどり着き、彼の部下を数名殺してしまう。2人は息子に対して乾杯した後、ジョーカーを探しに行く。ロールシャッハはヴェイトのモンスターによりニューヨークが攻撃される悪夢を見る。ロールシャッハが目覚めるとバットマンはアーカム・アサイラムで時空異常を発見したと言う。しかしながらロールシャッハはバットマンに騙され、アーカムに閉じ込められてしまう。 古い雑誌で「ナサニエル・ダスク」を演じたノワール映画俳優のカーバー・凝る万の殺害事件が報じられている。 たとえ失敗しても、輝かしい勝利を求めて困難に挑むほうがいい・・・ろくな楽しみも苦しみも味わわない哀れな者どもは、勝利も敗北も知らずに灰色の薄明を生きるばかりだ。—セオドア・ルーズベルト |                                               |                    |                    |                        |                |        |        |        |
| |                                               |                    |                    |                        |                |        |        |        |
| #4 | 水上を歩く "Walk on Water"                    | ジェフ・ジョーンズ | ゲーリー・フランク | ブラッド・アンダーソン | 2018年3月28日  | 8.5/10 | 38     | [ 16 ] |
| アーカムに収監され、ボルテックスに守られた後にロールシャッハはマルコム・ロングの息子であったレジー・ロングとしての過去を回想する。ニューヨークでの大殺戮の直後、彼は入院していた精神病院でかつてモスマンとして知られていたバイロン・ルイスと知り合い、戦闘技術を教わった。ヴェイトの陰謀が公になった直後、レジーはバイロンの助けを得て脱走し、両親の敵を討つため南極のヴェイトの隠れ家へと向かった。しかしながらレジーはヴェイトの後悔する姿を見て復讐を思い留まり、協力を決めた。現在、バットマンはセラピストに変装してレジーを尋問し、アルフレッドとそれに関して話し合う。レジーはイムラ・アーディーン（サターンガール）の手引きでアーカムを脱獄する。 バイロンは自殺する前にオジマンディアスが起こしたニューヨークの虐殺で死んだ妹宛に手紙を書いた。 奇跡とは水上を歩くことではない。奇跡とは地上を歩くことである。—臨済義玄 |                                               |                    |                    |                        |                |        |        |        |
| |                                               |                    |                    |                        |                |        |        |        |
| #5 | 神などいない "There is No God"                | ジェフ・ジョーンズ | ゲーリー・フランク | ブラッド・アンダーソン | 2018年5月30日  | 8.5/10 | 40     | [ 17 ] |
| 「超人理論」は国際的なメタヒューマン軍拡競争を引き起こし、イギリス、フランス、マルコビア、ロシア、イスラエル、インド、中国が独自のスーパーヒーローチームを設立することを促しており、ロイスとクラークは何者かがこの背後にいると推測する。キラーフロストはファイヤーストーム、キャプテン・アトム、ファイヤーホーク、ムーンボウ、タイフーンはアメリカ政府により作られたと主張し、一方でファイヤーストームは「超人理論」がデマであると反論する。ホークとダブはロシアでロケットレッド部隊により逮捕され、サム・レーンはアメリカ軍をクラクから撤退させる。ヴェイトは病院から脱走してオウルシップに戻り、そこでバットマンと対峙する。2人はゴッサム警察から逃げつつ、ヒーローたちが互いの世界をどうしたかについて議論を交わし、ヴェイトはこちらのヒーローたちが「三文小説」的な安っぽい倫理観にこだわっているためにマンハッタンがDCユニバースにやってきたのだと考える。バットマンはオウルシップから落下して暴徒に攻撃される。ロイスはレックスと対峙するが、彼は自分が「超人理論」の背後にいることを否定する。彼はメタヒューマンでジャスティス・リーグの元メンバーが政府のためにメタヒューマンを作ったのだと主張する。コメディアンに追跡されるマイムとマリオネットは負傷したバットマンの身柄を手に入れたジョーカーと出くわす。ジョニー・サンダーは老人ホームから脱走してピッツバーグへ行き、廃墟となった製鋼所でアラン・スコットのランタンを見つける。直後に暴漢に襲われた彼はマンハッタンを捜索中のサターンガールとロールシャッハにより助けられる。 一方でブラックアダムはジャック・ライダーをコブラの組織から救出した後、世界各国の政府に追われるメタヒューマンたちに自国カーンダックへの亡命を呼びかける。 人々が神々を生んだのなら、唯一の神などいない!—ユージン・オニール    |                                               |                    |                    |                        |                |        |        |        |
| |                                               |                    |                    |                        |                |        |        |        |
| #6 | 本当に笑う "Truly Laugh"                      | ジェフ・ジョーンズ | ゲーリー・フランク | ブラッド・アンダーソン | 2018年7月25日  | 8.1/10 | 36     | [ 18 ] |
| マリオネットとマイムはジョーカーに連れられてリドラーが仕切るスーパーヴィラン・コミュニティの秘密集会に参加する。ヴィランたちは現在進行中の「超人理論」とブラックアダムの呼びかけを巡って高まる緊張について議論する。ソナーはグリーンランタンの敵は地球上にいないと主張し、ドクター・ポイズンはアマゾン族がワンダーウーマンをセミッシラに連れ戻したという噂に言及し、3代目タトゥードマンはサンクチュアリで初代が「悲惨なこと」になったと述べる。またタイフーンとムーンボウは政府の手先であると非難される。集会に突如としてコメディアンが乱入し、タイフーンは射殺される。マイムとマリオネットはジョーカーと共に去り、ミラーマスターはローグスを避難させる。翌朝、コメディアンはマイムとマリオネットの前に現れるが、直後にやってきたジョーカーにより気絶させられる。メタヒューマンの軍拡競争は続き、イラン、日本、オーストラリアが独自のスーパーヒーローチームを創設する。 メタヒューマン問題対策局の資料によりタイフーンとムーンボウを取り巻く噂が真実であることが示され、局長はタイフーンの遺体を研究のため回収することを命じる。 本当に笑うには、自分の痛みをもてあそべるようになることだ。—チャーリー・チャップリン |                                               |                    |                    |                        |                |        |        |        |
| |                                               |                    |                    |                        |                |        |        |        |
| #7 | 盲目 "Blind Spot"                             | ジェフ・ジョーンズ | ゲーリー・フランク | ブラッド・アンダーソン | 2018年9月29日  | 8.6/10 | 37     | [ 19 ] |
| ヴェイトはペットのリンクスの2代目ブバスティス（マンハッタンのパワーの断片を持つ初代のクローン）とランタンを利用して自身とロールシャッハ、サターンガール、ジョニー・サンダーをジョーカーの隠れ家に移動し、ドクター・マンハッタンを召喚する。マンハッタンはマリオネットが再び妊娠していると指摘し、またヴェイトがレジーの助けを得るために反省したふりをして癌であると偽っていたことを暴露させる。さらにその後ヴェイトはウォルター・コバックスと出会ったためにマルコム・ロングの世界観が変わってしまい、それが妻との離別につながり、真相を知るバイロン・ルイスはレジーを守るためにそれを隠したことを明かす。マンハッタンは世界に居場所探すためにDCユニバースにやってきたが、未来を見ていると何も見えなくなったと言う。レジーはヴェイトに殴りかかった後にロールシャッハのマスクを脱ぐ。マンハッタンからの協力を得られなかったヴェイトはオウルシップに戻り、世界を救う計画があると言う。マイムとマリオネットはコメディアンを連れて立ち去る。世界中でメタヒューマンのチームが政府に代わって任務を遂行する。スーパーマンのみは真のスーパーヒーローとして認められ、国境を越えての活動が許可されている。ブラックアダムはイスラエルに侵攻し、世界的な緊張を高める。マンハッタンは火星に戻り、スーパーマンが1ヶ月後に自分を攻撃して全てが終わるというビジョンを回想する。 ヴェイトのファイルで2代目ブバスティスがどのようにして創造されたかが説明される。 "見ることは信じること"という概念こそ思考上の盲点である。—R・バックミンスター・フラー |                                               |                    |                    |                        |                |        |        |        |
| |                                               |                    |                    |                        |                |        |        |        |
| #8 | 人類を救う "Save Humanity"                    | ジェフ・ジョーンズ | ゲーリー・フランク | ブラッド・アンダーソン | 2018年12月5日  | 8.7/10 | 34     | [ 20 ] |
| オジマンディアスはホワイトハウスの大統領執務室に侵入してファイルを漁る。ロシアではファイヤーストームとポジャルが戦い、ファイヤーストームは誤って多くの民間人をガラスに変えてしまって国際的な注目を浴びる。『デイリー・プラネット』のオフィス内でロイスは送り主不明のフラッシュドライブを手に入れ、その中のジャスティス・ソサエティ・オブ・アメリカと呼ばれる聞いたことの無いスーパーヒーローチームの映像を見る。ウクライナのチェルノブイリのチェルノブイリ原子力発電所でファイヤーストームを見つけたスーパーマンはガラス化した少年を元に戻す彼に協力した後、ウラジーミル・プーチンがアメリカへの宣戦布告をするモスクワへと向かう。ロシア兵がファイヤーストームに対して発砲し、その流れ弾がガラス化の犠牲者たちに命中して粉々にしてしまう。ロシアのヒーローチームであるピープルズ・ヒーローズはスーパーマンとファイヤーストームに攻撃を仕掛ける。モスクワ上空にバットウィングでやってきたバットマンはエネルギー反応の上昇を検知し、それがファイヤーストームではないことをスーパーマンに伝えるが、直後に大爆発が起こって一同は巻き込まれる。世界のどこかでウェイドはロシア軍服とAK-74を傍らに置き、モスクワでの事件をモニターで見ている。 事件後、いくつかの新聞で事件をきっかけにスーパーマンへの不信が募ったことが報じられる。 人類を救うという願望は、支配欲の裏返しである。—H・L・メンケン |                                               |                    |                    |                        |                |        |        |        |
| |                                               |                    |                    |                        |                |        |        |        |
| #9 | 危機 "Crisis"                                 | ジェフ・ジョーンズ | ゲーリー・フランク | ブラッド・アンダーソン | 2019年3月6日   | 8.6/10 | 31     | [ 21 ] |
| かつてフェロ・ラッドが所有していたリージョン・リングを調べるドクター・マンハッタンはモスクワの爆発のエネルギーの発生源を追って火星までやってきた地球のスーパーヒーローたちに直面する。マンハッタンが未来でスーパーマンと戦うビジョンをマーシャン・マンハンターが全員に伝達した後、ガイ・ガードナーはマンハッタンに襲いかかり、他の面々もそれに続く。マンハッタンはファイヤーストームを7年前に転送し、ロニー・レイモンドはマーティン・シュタインがメタヒューマンの研究のために故意にファイヤーストームの実験を行ったことを知る。戦闘中、マンハッタンはガイ・ガードナーのパワーリングを解析し、またジャスティス・リーグ・ダークが使った魔法を分析する。マンハッタンはキャプテン・アトムによって身体を破壊されたもののすぐに再構築し、ヒーローたちを瞬時に倒す。ホール・オブ・ジャスティスではロイスが回復中のスーパーマンを見守り、その外にはモスクワの事件に抗議する人々が集っている。ロイスのもとをレックス・ルーサーが訪れ、彼はウォリー・ウェストの歴史を例に挙げて何者かがあらゆる創造物を脅かしている証拠としてフラッシュドライブを彼女に送ったことを明かす。ワンダーウーマンは姿を現して国際連合に対処し、メタヒューマンの軍拡競争の緩和を訴える。しかしサミットの最中、ヒーロー不在の隙を突いてブラックアダム、クリーパー、ジャイガンタが国連を襲う。 シュタインはファイアーストームについてのファイルを記し、そこでメタ遺伝子を制御できなかったために息子を亡くし、そのような他のメタヒューマンを救うためにメタヒューマン問題対策局を設立したと述べている。 人間がいるところには、必ず危機の可能性がある。—セネカ |                                               |                    |                    |                        |                |        |        |        |
| |                                               |                    |                    |                        |                |        |        |        |
| #10 | 行為 "Action"                                 | ジェフ・ジョーンズ | ゲーリー・フランク | ブラッド・アンダーソン | 2019年5月29日  | 9.1/10 | 29     | [ 22 ] |
| ドクター・マンハッタンはDCユニバースに引き寄せられてたどり着き、同性愛のことを脅迫した後に母親のシャーロットに殺されることとなる意欲的な俳優のカーバー・コルマンとの出会ったことを回想する。彼はDCユニバースが実際には絶えず変化する「メタバース」（超宇宙）であり、マルチバース（多元宇宙）がDCユニバースの変化に反応していることを学ぶ。マンハッタンは「外からの力」によりスーパーマンの地球への到着が常に先送りにされており、スーパーマンがこのメタバースの中心であると認識する。マンハッタンがフラッシュポイント事件に干渉してニュー52期を生み出した際、彼はウォリー・ウェストから後に抵抗されることを警告される。現在、マンハッタンは敗北したヒーローたちを救うが、次の行動の邪魔をしないように止める。彼は火星から地球にテレポートし、スーパーマンを昏睡状態から目覚めさせる。 カーバー・コルマン殺害事件の証拠の中には、彼の俳優キャリアを救うために後にメイドによって燃やされる彼の母親からの手紙が含まれていた。またコルマンの遺作の映画の最後の場面の脚本もあった。その題名は『遅延』であり、若きジョニー・サンダーがスタッフとして参加していた。 あらゆる行為には喜びと代償がある。—ソクラテス |                                               |                    |                    |                        |                |        |        |        |
| |                                               |                    |                    |                        |                |        |        |        |
| #11 | 人生を懸けた失敗 "A Lifelong Mistake"         | ジェフ・ジョーンズ | ゲーリー・フランク | ブラッド・アンダーソン | 2019年9月4日   | 7.7/10 | 32     | [ 23 ] |
| レックス・ルーサーは現在の時間軸に関連するいくつかの異常を追っていたことをロイスに話す。バックスの日誌を読んだアルフレッドはレジーに救いの手を差し伸べるが、彼は拒絶して逃げ去る。マイムとマリオネットは未だコメディアンを人質にし続ける。アマゾン族がワンダーウーマンをセミッシラに連れ戻した後、ブラックアダムはホワイトハウスへと移る。サム・レーンは「超人理論」への自身の関与を認める。オジマンディアスはマイムとマリオネットの子がローリー・ジュスペツィクとダニエル・ドライバーグの養子となることをイムラとジョニーに明かす。彼はまたシュタインの「超人理論」への関与をロシアに漏らし、2代目ブバスティスにファイヤーストームとスーパーマンの周囲で爆発を起こさせ、その原因をドクター・マンハッタンであると見せかけて火星でヒーローたちと対峙させたことを明かす。イムラはこの時間軸から消滅する。ホワイトハウスではスーパーマンがブラックアダム、クリーパー、ジャイガンタ、ドク・ドレッド、キラーフロスト。レディ・クレイフェイス、マンバット、マンハンター、サンドストーム、スティンガリーと対峙する。この戦闘の最中についにスーパーマンはマンハッタンと対面する。 レックスコープのファイルにはマンハッタンとその元恋人のジェイニー・スレーターとの写真の「コピー」とバリー・アレンとジェイ・ギャリックの出会いの写真がある。ルーサーは世界が進化し続けていると確信し、マンハッタンを見つけ出し、自分とスーパーマンとの戦いの連鎖を終わらせることを目標としていると述べる。 僕は失敗を恐れない。大失敗も、人生を懸けた失敗も、永遠の失敗ですらも。—『若い芸術家の肖像』（ジェームズ・ジョイス） |                                               |                    |                    |                        |                |        |        |        |
| |                                               |                    |                    |                        |                |        |        |        |
| #12 | 人間への失望 "Discouraged of Man"             | ジェフ・ジョーンズ | ゲーリー・フランク | ブラッド・アンダーソン | 2019年12月18日 | 7.9/10 | 28     | [ 24 ] |
| ワシントンD.C.でいくつかの集団が争う中、バットマンとアルフレッドはレジーにもう一度ロールシャッハになるよう説得する。スーパーマンとの話し合いの後、マンハッタンは希望の感覚を取り戻し、DCユニバースを破壊して再創造することで以前の行動を逆転させ、その過程で以前の時間軸、（ジャスティス・ソサエティ・オブ・アメリカ、スーパーマンの里親、リージョン・オブ・スーパーヒーローズを含む）とマルチバースを修復し、カーバー・コルマンの未来をより良い方向に変える。復元されたスーパーヒーローのグループの協力を得てブラックアダムは倒され、平和が戻る。スーパーマンの汚名は晴らされ、シュタインは「超人理論」に関する行動のために逮捕され、ジャスティス・ソサエティはメタヒューマン問題対策局を調査し、ロニーは治療を受ける。ルーサーは装置を起動させてコメディアンを元々死ぬ瞬間まで戻す。マンハッタンはロールシャッハとオジマンディアスと共に『ウォッチメン』ユニバースへと戻る。マイムとマリオネットは将来の息子との再会を望みつつ、後に誕生する娘と共にDCユニバースに残される。 『ウォッチメン』ユニバースに戻ったマンハッタンは全ての核兵器を消滅させることで地球を救う。オジマンディアスはその罪により幽閉され、世界中の人々は新たな核兵器製造中止を求めて抗議する。レジーはルイスとコバックスと和解し、ロールシャッハとしての活動を続ける。マンハッタンはマイムとマリオネットの息子をクラークと名付けて自ら育てる。マンハッタンはやがて姿を消し、生命力を星に、パワーをクラークに移す。クラークはローリーとダニエルのもとに預けられ、彼らの養子となる。 カーバー・コルマンは平穏な死を迎え、その名前はハリウッド・ウォーク・オブ・フェームに刻まれた。 すべての子供は、神はまだ人間への失望を感じていないという知らせとともに生まれてくる。—ラビンドラナート・タゴール |                                               |                    |                    |                        |                |        |        |        |

## 評価
『ドゥームズデイ・クロック』は批評家には高評価された。レビュー収集サイトのComic Book Roundupでは436件の批評で平均点は8.4/10となった。

## コレクテッド・エディション
- Doomsday Clock: Part 1 (ハードカバー; Doomsday Clock #1-6; 224ページ; 2019年10月2日)[11]
- Doomsday Clock: Part 2 (ハードカバー; Doomsday Clock #7-12; 232ページ; 2020年6月16日)[11]
- Doomsday Clock: The Complete Collection (トレードペーパーバック; Doomsday Clock #1-12; 456ページ; 2020年10月13日 ISBN 978-1779506054)

## 日本語版
- ドゥームズデイ・クロック (Doomsday Clock #1-12; 452ページ; 中沢俊介翻訳 ;2020年12月17日 ISBN 978-4796877886)

## 余波と続編
最終号の発売後、ジョーンズはフランクと共に続編の可能性を検討中であると述べた。シリーズは2020年のクロスオーバーイベント『Dark Nights: Death Metal』や『Generations』で参照された。